# Коголето
Коголето, Коґолето (італ. Cogoleto, ліг. Cogoeuo) — муніципалітет в Італії, у регіоні Лігурія,  метрополійне місто Генуя.
Коголето розташоване на відстані близько 420 км на північний захід від Рима, 23 км на захід від Генуї.
Населення — 9161 особа (2014).

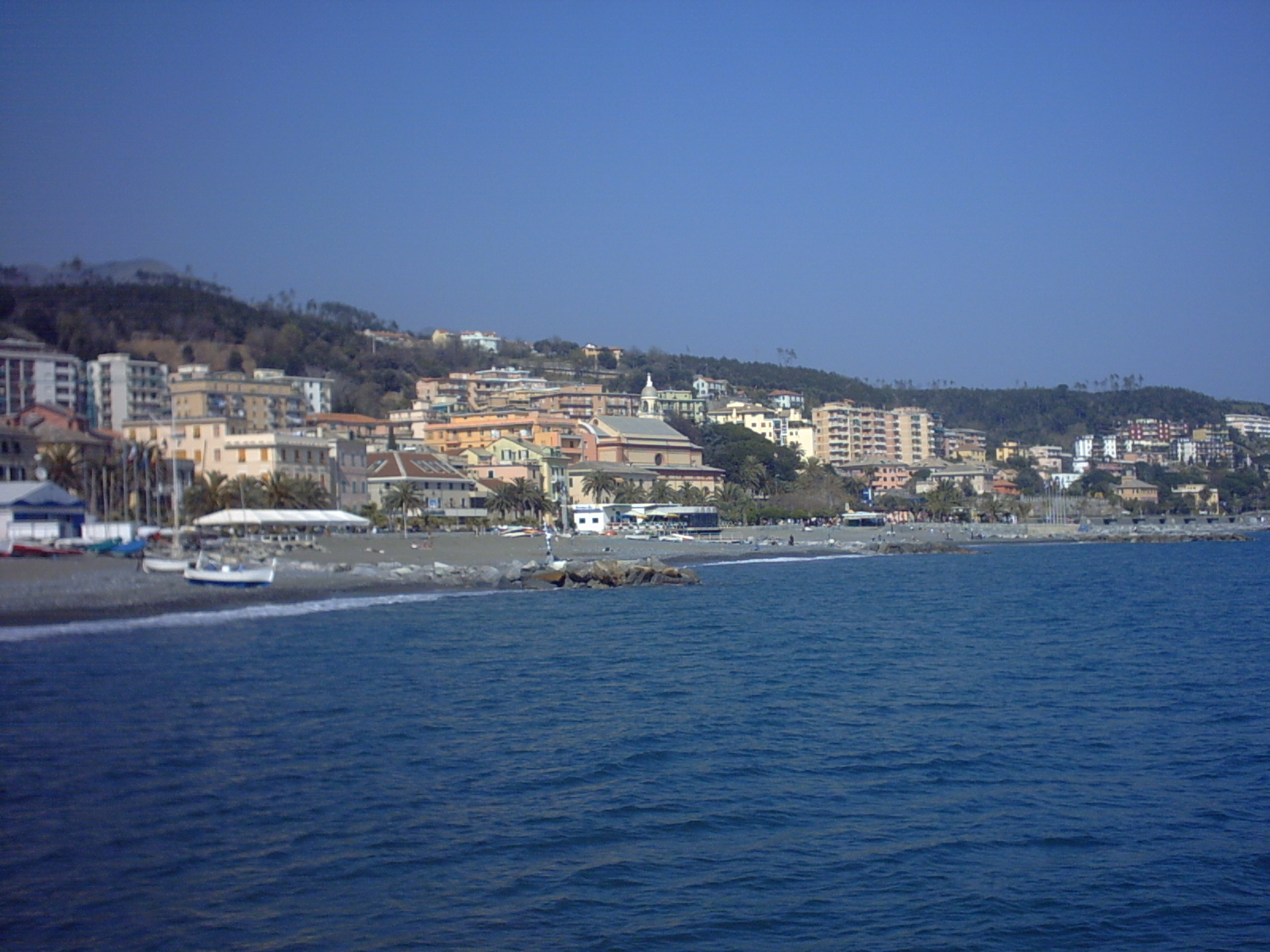

Щорічний фестиваль відбувається 10 серпня. Покровитель — san Lorenzo.

## Демографія
Населення за роками:

Станом на 1 січня 2023 року в муніципалітеті офіційно проживало 268 іноземців з 46 країн, серед них 91 громадянин країн Євросоюзу та 20 громадян України.

## Сусідні муніципалітети
- Аренцано
- Сасселло
- Варацце